# (53319) 1999 JM8
(53319) 1999 JM8は、アポロ群に属する地球近傍小惑星。1999年5月13日にリンカーン地球近傍小惑星探査 (LINEAR) によって発見された。
1999 JM8の直径は約7kmで、潜在的に危険な小惑星 (PHA) の中では最大である。
この事から、発見直後の7月18日から8月8日までゴールドストーン天文台の追跡管制所が、8月1日から8月9日までアレシボ天文台がレーダーによる観測を行い、画像を撮影した。なお、この時の1999 JM8の地球からの距離は859万Km（地球・月間の22倍の距離）であった。
この結果、1999 JM8の形状は複雑で（突起状の部分があり、Wikipedia英語版の記事ではローストチキンに例えられている…下の画像参照）、しかもトータティス同様に複雑な自転軸を持っており（結果、右回りでカオス的な自転をする）、自転速度は非常に遅いことが判明した。
2075年、1999 JM8は地球へ383万Kmまで接近すると予測されている。

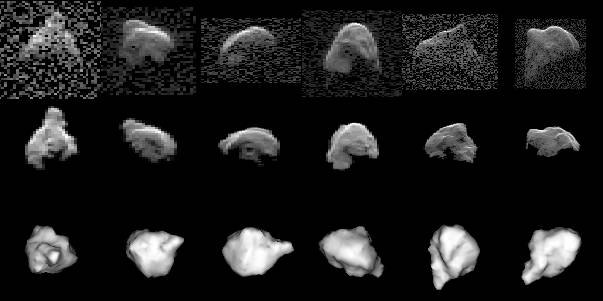
のレーダー画像およびそれに基づくコンピューターモデル